# Ternat (Francia)
Ternat è un comune francese di 57 abitanti situato nel dipartimento dell'Alta Marna nella regione del Grand Est.

## Società

### Evoluzione demografica
Abitanti censiti